# ستيوارت ميلر
ستيوارت ميلر (بالإنجليزية: Stuart Millar)‏ (16 مايو 1965 في المملكة المتحدة - ) هو مدرب كرة قدم ولاعب كرة قدم بريطاني في مركز جناح. لعب مع نادي دندي ونادي دمبرتون ونادي كلايد ونادي أردريونيانز ونادي ألوا أثليتيك وEvagoras Paphos ‏ ونادي مونتروز لكرة القدم وKilsyth Rangers F.C. ‏.

## وصلات خارجية
- ستيوارت ميلر على موقع قاعدة بيانات كرة القدم.إي يو (الإنجليزية)